# Генрих II (граф Рейсс-Гера)
Генрих II, граф Рейсс-Гера (младшая линия) (нем. Heinrich (II.) Posthumus Reuß (jüngere Linie); 10 июня 1572, Гера — 13 (23) декабря 1635, там же) — представитель рода Рейсс младшей линии, сеньор Геры, сеньор Лобенштайна и сеньор Кранихфельда. Получил прозвище Постум (Посмертный), так как его отец умер за 2 месяца до его рождения.

## Биография

### Происхождение и детство
Генрих II родился в Гере 10 июня 1572 года. Он был единственным сыном Генриха XVI Младшего (1530—1572), основателя младшей линии Рейсса и Доротеи Зольмс-Зонневальдской (1547—1595), дочери Фридриха Магнуса I (граф Зольмс-Лаубахский).
В 1572 году Генрих XVI(I) Младший и его братья Генрих XIV и Генрих XV собрались в Шлейце чтобы обсудить семейные вопросы: в январе 1572 года умер их дальний родственник владетель бургграф Мейсенский и наместник Нижней Лужиции Генрих VI. Но наследство было заложено за долги и то как решить эту проблему и предстояло обсудить братьям. Пока шли эти совещания 22 марта 1572 года умер Генрих XIV, а 6 апреля 1572 и Генрих XVI.
Так как Генрих XVI(I) на момент своей смерти имел лишь трёх малолетних дочерей, то казалось, что эта линия прервётся, но 10 июня 1572 года у него родился сын Генрих II. Его опекунами, кроме матери Доротеи и дяди Генриха XV стали два вассала Уц вон Энде из Кашвиц и  Георг фон Вольфрамсдорф (:de:Wolframsdorf (Adelsgeschlecht)) из  Кёстриц. После того как трое из опекунов умерли опекуном стал брат Доротеи – Отто фон Зольмс (:bg: Ото (Золмс-Зоненвалде)) 
Генрих II в возрасте семи лет начал учёбу в городской школе. Его учителем был Бартоломеус Розинус (:de:Bartholomäus Rosinus). Другими его учителями были Освальд Леупольд и писарь Мартин Шуман. Успехи в учёбе позволили Генриху Постуму сразу после достижения  пятнадцатилетия поступить Йенский университет. Проучившись там полтора года, Генрих II по совету опекунов перешёл в Страсбургский университет, где проучился три года. Генрих Постум любил заниматься красноречием, развивать ораторское искусство, а также  посещать церковь. В 1591 году из-за эпидемии чумы  Генрих II был вынужден покинуть Страсбургский университет и уехать к дяде Отто фон Зольмсу. В этом доме Генрих Постум  пробыл  до 1594 года, перемежая нахождение у дяди с путешествиями.

### Правление
Генрих II стал совершеннолетним в 1593 году, но еще два года не торопился принять управление землями. Правление опекунов способствовало развитию страны: на момент когда  Генрих II начал фактически, а не номинально править заложенные владения бургграфов оказались выкуплены и Генрих Постум кроме Геры (которой владел его отец) стал владеть Лобенштейном и Краннихфельдом. Чуть позже он округлил эти владения.
В 1595 году Генрих II поселился в замке Остерштайн вблизи Геры. В феврале этого года у  Генриха родилась дочь Доротея Магдалена, а в сентябре умерла мать. В апреле 1596 года умерла жена Генриха – Магдалена Гогенлоэ.  Вскоре в окрестности Геры пришла эпидемия чумы. Это уже был пятый случай за XVI век. Поэтому Генрих II переселился на год в  Лобенштейн. А в 1597 году женился на Магдалене Шварцбург-Рудольштадтской.
Генрих успешно продвигал образование и экономику своей страны. В 1608 году он основал Гимназию Рутенеум в Гере (сейчас носит название Гимназия Рутенеум с 1608 года). Несмотря на возражения своего богословского советника, Генрих II предоставил убежище кальвинистским беженцам из Фландрии в своей столице, что привело к увеличению производства продукции из шерсти и к экономическому росту. Во время его правления, Гера стала культурным центром Рёйсса.

## Смерть
Генрих II умер 13 (23) декабря 1635 года и был похоронен в Церкви Спасителя в Гере. Композитор Генрих Шютц в связи с этим событием написал композицию Musikalische Exequien (рус. Поминальная музыка).
В 1995 году его гроб был перенесён из Церкви Спасителя в Церковь Святого Иоанна. В 2011 году гроб присутствовал в качестве экспоната на выставке о похоронных обычаях Раннего Нового времени в музее Геры.

## Семья
7 февраля 1594 года в Вайкерсхайме Генрих II женился на Магдалене Гогенлоэ Вайкерсхайм-Лангенбургской (1572—1596), дочери Вольфганга, графа Гогенлоэ Вайкерсхайм-Лангенбурга. В браке родилась одна дочь:
- Доротея Магдалена (25 февраля 1595 — 29 октября 1646), в 1620 году вышла замуж за Георга II (1599-1641), бургграфа Кирхберга.

22 мая 1597 года в Рудольштадте Генрих II женился во второй раз на Магдалене Шварцбург-Рудольштадтской (1580-1632), дочери Альбрехта VII, графа Шварцбург-Рудольштадта. В браке у них родилось 17 детей:
- Юлиана Мария (1 февраля 1598 — 4 января 1650), в 1614 году вышла замуж за Давида (1573-1628), графа Мансфельд-Шраплау.
- Генрих I (21 февраля 1599 — 27 июля 1599).
- Агнесса (17 апреля 1600 — 1 февраля 1642), в 1627 году вышла замуж за Эрнест Людвига (1605-1631), графа Мансфельд-Гельдрунген.
- Элизабета Магдалена (8 мая 1601 — 4 апреля 1641).
- Генрих II[болг.] (14 августа 1602 — 28 мая 1670), в 1635-1647 годы владетель Рейсс-Герский (совместно с братьями), с 1647 сеньор Геры и Заальбурга.
- Генрих III[болг.] (31 октября 1603 — 12 июля 1640), с 1635 года владетель Рейсс-Герский (совместно с братьями).  Владел Шлейцем.
- Генрих IV (21 декабря 1604 — 3 ноября 1628).
- Генрих V (3 ноября 1606 — 3/7 ноября 1606), брат-близнец Генриха VI.
- Генрих VI (3 ноября 1606 — 3/7 ноября 1606), брат-близнец Генриха V.
- София Гедвига (24 февраля 1608 — 22 января 1653).
- Доротея Сибилла (7 октября 1609 — 25 ноября 1631), в 1627 году вышла замуж за Христиана (1599-1640), барона Шенк фон Таутенбург.
- Генрих VII (15 октября 1610 — 24 июля 1611).
- Генрих VIII (19 июня 1613 — 24 сентября 1613).
- Анна Катарина (24 марта 1615 — 16 февраля 1682).
- Генрих IX (22 мая 1616 — 9 января 1666), в 1635-1647 годы владетель Рейсс-Герский (совместно с братьями), с 1647 года Рейсс-Шлейцский.
- Эрнестина (19 марта 1618 — 23 февраля 1650), в 1639 году вышла замуж за Отто Альберта (1601-1681) Шёнбург-Гартенштейн.
- Генрих X (9 сентября 1621 — 25 января 1671), с 1647 года сеньор Лобенштайна и Эберсдорфа[7].

## Память
С 2008 года имя Генриха II носит моторный вагон одного из трамваев в Гере.

## Комментарии
1. ↑  На сайте Мирослава Марека Генриха Посмертного именуют Генрих XXIX и называют единственным владетелем Геры ("Herr zu Gera") в 1572-1635 голы, но называя его владетелем Лобенштейна в 1577-1616 годы уточняют, что он владел 1/6 этого удела, называя владетелем Обер-Кранихфельда в 1596-1616 годы уточняют, что он владел 1/3 этого удела.
2. ↑   У него вслед за справочниками приведена двойная нумерация, так как Генрихом XVI его именуют как одного из владетелей Рейсских, а Генрихом I как владетеля Реймсс-Герского и основателя младшей линии Рейсского дома
3. ↑  Есть и другие варианты нумерации Генриха XIV и Генриха XV
4. ↑  Allgemeine Deutsche Biographie последнего бурграфа из старшей ветви именует Генрихом VII, но у Семёнова и Шафрова он указан как Генрих VI. В генеалогиях указаны четыре малолетних племянника по имени Генрих, но все они умерли в детстве и поэтому указаны без номеров